# Samantha Robinson (Schauspielerin, 1991)

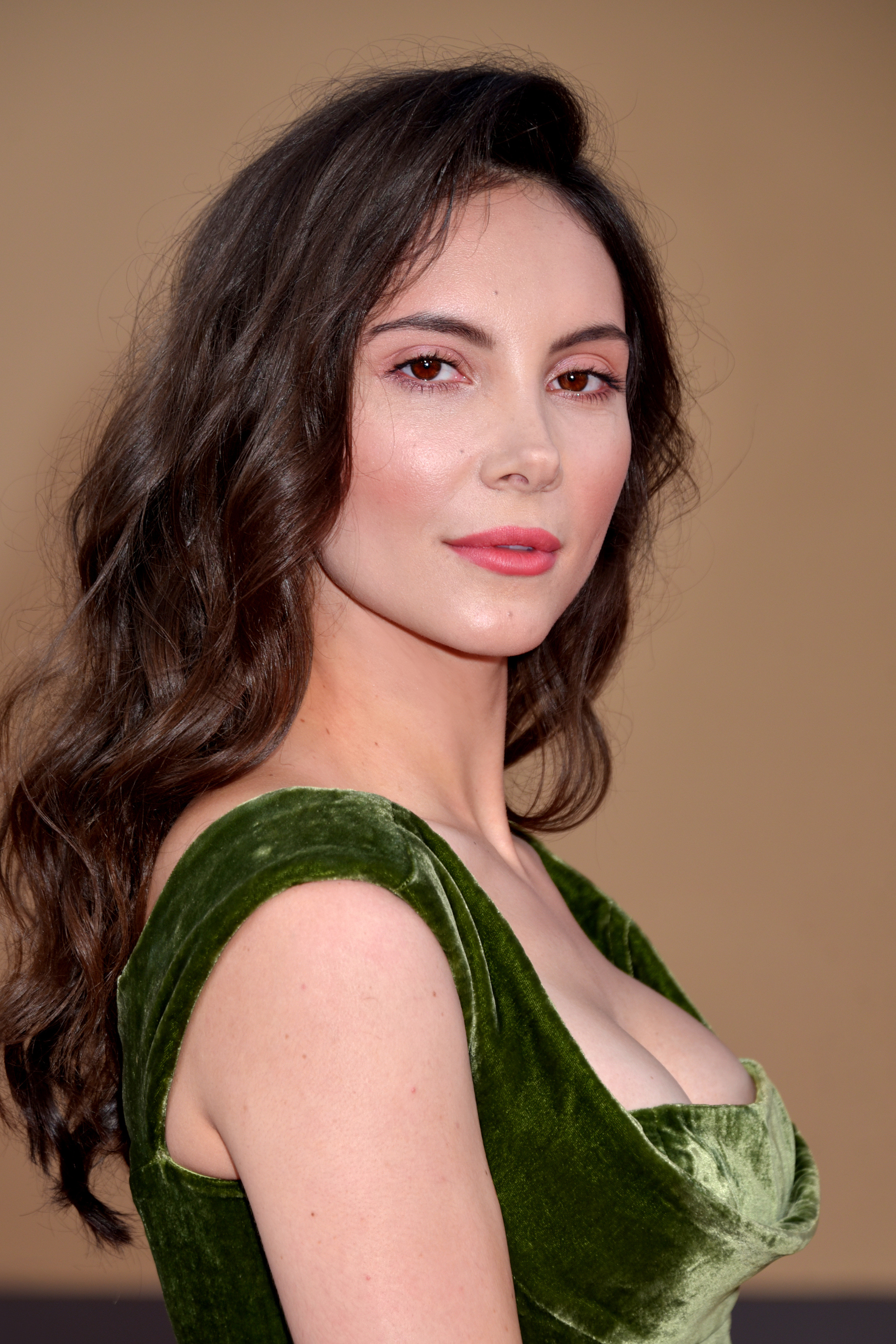
Samantha Robinson (2019)

Samantha Robinson (* 19. Oktober 1991 in New York City, New York) ist eine US-amerikanische Schauspielerin.

## Leben und Karriere
Samantha wurde als Tochter eines Engländers und einer Ecuadorianerin in New York City geboren und wuchs ab dem dritten Lebensjahr in London, in der Heimat des Vaters, auf. Sie besuchte die Queen’s Gate Mädchenschule im Stadtteil South Kensington. Eine ihrer ersten Schauspielrollen übernahm sie in einer Aufführung des Musicals Joseph and the Amazing Technicolor Dreamcoat im West End Theatre. Mit 14 zog die Familie zurück in die Vereinigten Staaten nach Miami, wo sie die New World School of the Arts besuchte. Nach der Schulzeit zog sie nach Los Angeles, wo sie 2014 die University of California, Los Angeles mit einem Abschluss in Schauspiel beendete.
2012 übernahm sie ihre erste Rolle vor der Kamera mit einem Gastauftritt in der Serie Everyone Wants Theirs. Anschließend moderierte sie 2013 in insgesamt 20 Ausstrahlungen der Spieleshow The 3 Minute Update. Nach dem Abschluss der Universität wurde sie 2014 für den Film Sugar Daddies besetzt. 2016 erlangte sie größere Bekanntheit durch ihre Rolle als Elaine im Independentfilm The Love Witch. Ihre Darstellung brachte ihr in der amerikanischen Presse viel Lob ein, so betitelte sie etwa das Magazin The New Yorker als eine der besten Darstellerinnen des Jahres 2016.
2019 war sie im Film Once Upon a Time in Hollywood von Regisseur Quentin Tarantino als Abigail Folger zu sehen.

## Filmografie (Auswahl)
- 2012: Everyone Wants Theirs (Fernsehserie, Episode 1x05)
- 2012: Dream Girl (Kurzfilm)
- 2013: The 3 Minute Update (Fernsehshow)
- 2013: Misogynist
- 2013: Mrs. (Fernsehserie, 2 Episoden)
- 2014: Sugar Daddies
- 2015: Labyrinths
- 2016: The Love Witch
- 2017: Final Storm – Der Untergang der Welt (Doomsday Device) (Fernsehfilm)
- 2018: Cam
- 2019: Once Upon a Time in Hollywood
- 2019: Soundtrack (Fernsehserie, Episode 1x04)
- 2021: Take Me to Tarzana
- 2021: Topology of Sirens
- 2023: 180 Days
- 2024: Good Bad Things
- 2024: Hauntology
- 2025: Neuro (Kurzfilm)